# Hausgemeinschaft (Religion)
Die Hausgemeinschaft im religiösen Sinn bezeichnet die Gesamtheit der in einem Haushalt gemeinsam lebenden Personen und steht daher im Gegensatz zum Begriff Hausgemeinschaft im weltlichen Sinn, welcher die Gesamtheit aller Wohnparteien in einem Wohnhaus meint. Man könnte also auch von einer religiösen Wohngemeinschaft sprechen, da die Mitglieder meist der gleichen Religionsgemeinschaft angehören.

## Beispiele
- Klöster
- Konvente
- Niederlassungen von anderen Ordensgemeinschaften in einem gemeinsamen Haus oder einer Wohnung
- Kommunitäten
- die Hausgemeinschaft im Priesterseminar